# Charles Fitzroy, 1. baron Southampton
Charles Fitzroy, 1. baron Southampton (25. června 1737 – 21. března 1797) byl britský generál, politik a dvořan z rodu Fitzroyů, pocházel z nemanželského potomstva krále Karla II., byl mladším bratrem premiéra 3. vévody z Graftonu. Za sedmileté války vynikl jako důstojník jezdectva, později dosáhl hodnosti generála, mimoto zastával vysoké funkce u královského dvora. Byl též dlouholetým členem Dolní sněmovny, v roce 1780 s titulem barona přešel do Horní sněmovny.

## Život
Byl druhorozeným synem lorda Augusta Fitzroye (1716-1741) a jeho manželky Elizabeth Cosby (1721–1788), dcery newyorského guvernéra generála Sira Williama Cosbyho. Od roku 1752 sloužil v armádě, na počátku sedmileté války dosáhl hodnosti podplukovníka (1758) a byl pobočníkem pruského vrchního velitele Ferdinanda Brunšvického. V letech 1759–1780 byl členem Dolní sněmovny a začal zastávat hodnosti u dvora, byl zástupcem nejvyššího komořího královny Charlotty (1768–1780) a zástupcem nejvyššího komořího prince waleského (1780–1797).
V politice původně patřil k whigům, později podporoval toryovský kabinet lorda Northa. Mezitím byl v armádě povýšen na generálmajora (1772) a generálporučíka (1777). V roce 1780 získal titul barona ze Southamptonu a vstoupil do Sněmovny lordů (jako mladší bratr vévody byl do té doby známý pod jménem lord Charles Fitzroy). Jako peer později přešel znovu k whigům, v roce 1793 dosáhl hodnosti generála.

## Manželství a potomstvo
V roce 1758 se oženil s Anne Warren (1739–1807), dcerou admirála Petera Warrena. Měli spolu čtrnáct dětí, dědicem titulů byl nejstarší syn George Ferdinand Fitzroy, 2. baron Southampton (1761–1810), který sloužil v armádě a dosáhl hodnosti generálporučíka. Do hodností generála byli povýšeni i další synové Charles Fitzroy (1762–1831) a William Fitzroy (1773–1837).